# Ballyvourney Burnt Mound
Ballyvourney Burnt Mounds (burnt mounds – auch deer roasts, ancient cooking places oder irisch fulachta fia genannt – deutsch „verbrannte Hügel“) sind Fundstellen der späten Bronzezeit, die auf den Britischen Inseln einschließlich der Orkney- und Shetlandinseln aber auch in Dänemark und Skandinavien verbreitet sind.
Einer der ersten Fundorte war Ballyvourney (irisch Baile Bhuirne), im County Cork, wo zwei dieser Anlagen gefunden, 1951 von M. O’Kelly ausgegraben und 1954 beschrieben wurden. Für Irland rechnet Anne-Marie Denvir mit 20.000 solcher Plätze. Allein im County Cork sind mehr als 2.000 verzeichnet.

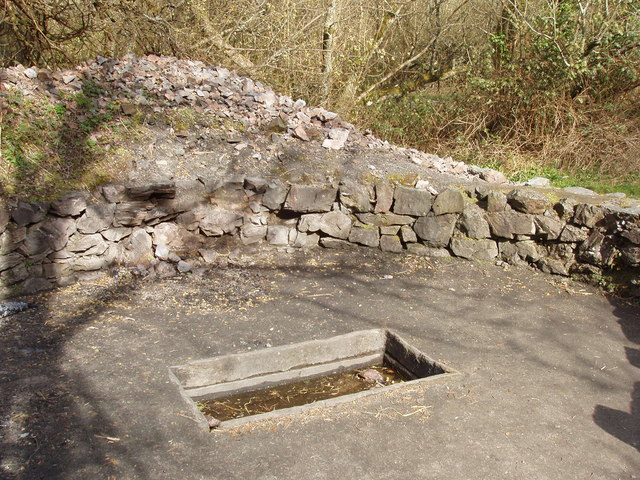
Rekonstruktion eines Burnt Mound im Irish National Heritage Park

Typisch ist der (hier etwas keilförmige) Trog von etwa 1,8 × 1,0 m im Zentrum der Anlage, der hier aus Bohlen (meist aber aus Steinplatten) gebildet wird, die in Ton gebettet sind. Im Südosten und Nordwesten liegen aus aufrechten Platten erstellte Herde. Im Nordosten fand sich eine steingefasste trapezoide Grube von 2,0 m Länge und 1,8 m Breite, die als Ofen oder Röstgrube identifiziert wurde. Eine unregelmäßige, nur durch Pfostenlöcher bestimmte ovale Hütte, enthielt Spuren, die als der Fleischblock eines Metzgers interpretiert wurden.
Burnt Mounds werden als Reste von Badestellen, Brauereien, Kochstellen, Textilproduktionsstätten oder Saunen interpretiert. Allerdings ist damit die abseitige Lage und das Ausgehen solcher Plätze am Ende der Bronzezeit nicht befriedigend erklärt. Wobei eine Ausgrabung in Assynt das Ergebnis erbrachte, dass die Plätze nach einer Unterbrechung von mehr als 1000 Jahren erneut genutzt wurden. Auch nicht erklärt ist, dass manchmal ausgehöhlte Baumstämme, so genannte logboats (Einbäume), Bestandteil der Burnt Mounds waren, wie sie in Teeronea im County Clare und in Derrybrusks im County Fermanagh gefunden wurden. Die Verwendung als Kochstelle wurde durch den Ausgräber experimentell mit anscheinend befriedigendem Ergebnis überprüft. Steine wurden auf den Herden erhitzt und glühend heiß in die mit Wasser gefüllte Grube geworfen, um Fleisch zu garen (verwendet wurde eine Lammkeule), weitere glühende Steine wurden hinzugefügt. Im Kontext mit solchen Kochplätzen werden häufig Haufen zerbrannter Steine gefunden. Eine Fortsetzung der Nutzungen dieser Art könnten die zeitlich jüngeren Pit alignements sein.